# Kyle Labine
Jonathan Kyle Labine (Brampton, 07 de abril de 1983) é um ator canadense. Talvez mais conhecido por atuar no filme Freddy vs. Jason e nas séries Samurai Girl e Grand Star. É irmão de Tyler Labine e do cineasta e ator Cameron Labine.

## Filmografia

### Televisão
| Ano       | Título                               | Papel                      | Notas                        |
| --------- | ------------------------------------ | -------------------------- | ---------------------------- |
| 2013      | Murdoch Mysteries                    | Russell Bowes              | Episódio 6, Temporada 6      |
| 2012      | Alphas                               | Eddie                      | Episódio 9, Temporada 2      |
| 2012      | King                                 | Scott Spivak               | Episódio 12, Temporada 2     |
| 2012      | Lost Girl                            | Tony                       | Episódio 15, Temporada 2     |
| 2010      | Shattered                            | Blake Johnson              | Episódio piloto              |
| 2009      | V                                    | Garoto de colégio          | Episódio 2, Temporada 1      |
| 2008      | Samurai Girl                         | Otto                       | 6 episódios                  |
| 2008      | Reaper                               | Kendall                    | Episódio 13, Temporada 1     |
| 2007-2008 | Grand Star                           | Kurt Masters               | 26 episódios                 |
| 2007      | X-Men: Evolution                     | David Haller / Lucas (voz) | Episódio 4, Temporada 4      |
| 2007      | Flash Gordon                         | Craig                      | Episódio 10                  |
| 2006      | Supernatural                         | Terceiro Adolescente       | Episódio 17, Temporada 1     |
| 2006      | Falcon Beach                         | Scott                      | Episódio piloto              |
| 2004      | The L Word                           | Gus                        | Episódio 6, Temporada 1      |
| 2003      | The Twilight Zone                    | Ben Jordan                 | Episódio 30, Temporada 1     |
| 2002      | Night Visions                        | Adolescente 2              | Episódio 24                  |
| 2000      | Da Vinci's Inquest                   | Speed                      | Episódio 4, Temporada 3      |
| 2000      | 2gether: The Series                  | ...                        | Episódio 10, Temporada 1     |
| 1998      | Dead Man's Gun                       | Billy Neuhouser            | Episódio 3, Temporada 2      |
| 1997      | The Outer Limits                     | Joe                        | Episódio 6, Temporada 3      |
| 1996      | Goosebumps                           | Evan                       | Episódios 15-16, Temporada 2 |
| 1995-1997 | Street Fighter - The Animated Series | (várias vozes)             | 26 episódios                 |
| 1995      | Darkstalkers                         | Harry Grimoire (voz)       | Série animada                |
| 1993-1995 | Madeline                             | Pepito (voz)               | Série animada                |
| 1991      | My Secret Identity                   | ...                        | Episódio 13, Temporada 3     |
| 1990-1996 | Road to Avonlea                      | Davey Keith                | 17 episódios                 |

### Cinema
| Ano  | Título                                  | Papel                                 | Notas                      |
| ---- | --------------------------------------- | ------------------------------------- | -------------------------- |
| 2011 | 388 Arletta Avenue                      | Colega de trabalho #1                 |                            |
| 2011 | Leafie, A Hen into the Wild             | Wood Duck Boys (English version, voz) |                            |
| 2009 | Revenge of the Boarding School Dropouts | Mikey                                 |                            |
| 2008 | Bollywood Beckons                       | Thief Todd                            | Curta-metragem             |
| 2008 | Shred                                   | Mikey                                 |                            |
| 2008 | Ogre                                    | Terry                                 | Telefilme                  |
| 2007 | Blonde and Blonder                      | Porter                                |                            |
| 2006 | Crossed                                 | JD                                    |                            |
| 2005 | Falcon Beach                            | Scott                                 | Telefilme                  |
| 2004 | The Perfect Score                       | Dave                                  |                            |
| 2004 | Crazy Canucks                           | Dave Murray                           | Telefilme                  |
| 2003 | Freddy vs. Jason                        | Bill Freeburg                         |                            |
| 2002 | Halloween: Resurrection                 | Adolescente Party Guy                 |                            |
| 2002 | I Was a Teenage Faust                   | Randy                                 | Telefilme                  |
| 2002 | Spooky House                            | Dumb Dave                             |                            |
| 2000 | Ratz                                    | Rod                                   | Telefilme                  |
| 2000 | Mr. Rice's Secret                       | Jonathan                              |                            |
| 1997 | Dog's Best Friend                       | Sam Handel                            |                            |
| 1996 | Big Bully                               | Stevie                                |                            |
| 1995 | Bach's Fight for Freedom                | Frederick Muller                      |                            |
| 1993 | Christopher the Christmas Tree          | (voz)                                 | creditado como Kyle Lebine |

### Jogo eletrônico
| Ano  | Título                 | Notas                      |
| ---- | ---------------------- | -------------------------- |
| 2014 | Assassin's Creed Unity | Roux Guard: voz            |
| 2014 | Far Cry 4              | Ator: captura de movimento |